# CTLA-4
CTLA-4 (Cytotoxic T-lymphocyte antigen 4, CD152) je receptor, který se řadí mezi tzv. kontrolní body (checkpoints) imunitního systému.
Tento receptor je exprimovaný jak na CD4+ tak na CD8+ T lymfocytech. Po navázání na své ligandy, molekuly CD80 a CD86 exprimované na antigen prezentujících buňkách (APC), inhibuje T buněčnou imunitní odpověď. Nepřetržitě je exprimován regulačními T lymfocyty a zvýšená exprese u konvenčních T buněk nastává po jejich aktivaci.
CTLA-4 je homologní s receptorem CD28, jehož je antagonistou. Oba dva sdílí stejné ligandy, ale CTLA-4 je váže s vyšší afinitou než CD28. Tyto interakce s ligandy probíhají v tzv. imunologické synapsi mezi T buňkou a APC, kde CTLA-4 váže své ligandy a tím omezuje jejich vazbu na CD28.
CTLA-4 je u myší kódovaný genem Ctla4 a u lidí genem CTLA4.

## Lokalizace a exprese
Na rozdíl od CD28 se CTLA-4 nachází především ve váčcích uvnitř FoxP3+ regulačních T buněk nebo aktivovaných T buněk (uvnitř buněk až 90 % CTLA-4). To z toho důvodu, že dochází k neustálé endocytóze CTLA-4 z povrchu plazmatické membrány dovnitř buňky. Tato endocytóza je velmi rychlá, 80 % povrchového CTLA-4 je internalizováno během 5 minut. CTLA-4 se poté buďto recykluje zpět na plazmatickou membránu nebo se degraduje v lyzozomu.
Exprese CTLA-4 na T buňkách stoupá okamžitě po obdržení 1. signálu přes TCR a je na vrcholu po dvou až třech dnech po aktivaci.

## Funkce
Jedním z mechanismů působení CTLA-4 je jeho kompetice s CD28 o vazbu ligandu. Vazba CTLA-4 ale na rozdíl od CD28 nevede ke kostimulačnímu signálu. Relativní množství navázaného CTLA-4 a CD28 na svoje ligandy pak určuje, jestli bude T buňka aktivována (převaha navázaného CD28) nebo vstoupí do anergie (převaha navázaného CTLA-4).
Další molekulární mechanismus je tzv. transendocytóza. CTLA-4 naváže svůj ligand CD80 nebo CD86 a odstraní ho z povrchu APC. Transendocytóza vyžaduje rozpoznání peptidu T buňkou, jedná se o antigenně specifický mechanismus, kterým se redukuje množství CD80 a CD86 na povrchu APC. Tímto mechanismem CTLA-4 snižuje možnost APC stimulovat T buňky přes receptor CD28.